# Communauté rurale de Sindian
La communauté rurale de Sindian est une communauté rurale du Sénégal située en Basse-Casamance, au nord de Bignona. Elle fait partie de l'arrondissement de Sindian, dans le département de Bignona et la région de Ziguinchor.
Son chef-lieu est Sindian.
Les villages de la communauté rurale sont :
- Bouyeum
- Diagongue
- Diediel
- Djinal
- Djinéa Sibogola
- Djiniper
- Kagnarou
- Kakène
- Kourouk
- Leufeu
- Matankigne
- Medieck
- Ouniock
- Pendite
- Sibogola
- Silick
- Sindian
- Tankoron
- Tendine